# ناحیه گوداوتا
ناحیه گوداوتا (به لاتین: Gudauta District) یک منطقهٔ مسکونی در گرجستان است که در آبخاز واقع شده‌است. ناحیه گوداوتا ۱٬۶۴۰ کیلومتر مربع مساحت و ۳۸٬۵۲۴ نفر جمعیت دارد.